# John Goodman

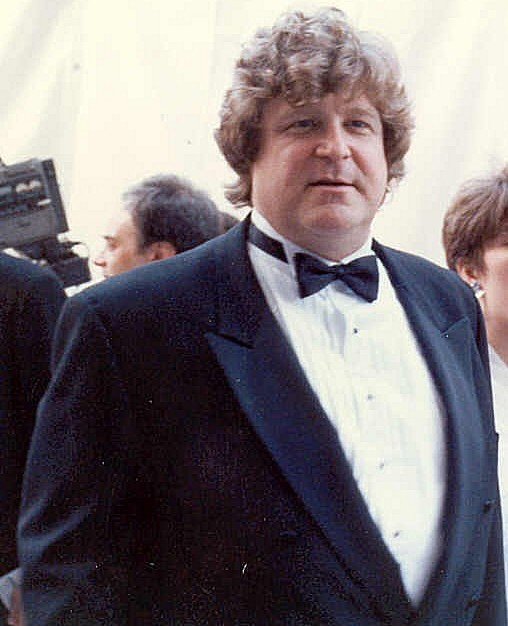
John Goodman en 1990.

John Goodman (San Luis, Misuri, 20 de junio de 1952) es un actor estadounidense de cine, televisión y teatro, ganador del Globo de Oro y del Emmy, quizás más conocido por su papel de Dan Conner en la serie Roseanne (1988-1997; 2017-2018), y sus papeles en películas como Los Picapiedra, Barton Fink,  Speed Racer y El gran Lebowski, Monsters, Inc. y The Artist.

## Primeros años
John nació el 20 de junio de 1952. Es hijo de Virginia, vendedora y camarera, y Leslie Goodman, empleado de correos (fallecido cuando John tenía apenas dos años, en 1954, de un ataque cardíaco). Tiene una hermana, Elisabeth, y un hermano, Leslie.

## Carrera
Estudió en la escuela Affton High School, en San Luis, donde Goodman inició su carrera como jugador de fútbol americano que le proporcionó una beca para acudir a la Universidad Southwest del estado de Misuri. Una lesión acabó con su trayectoria deportiva y fue en ese momento cuando se dedicó de lleno a la interpretación, dejando Misuri para llegar a Nueva York en 1975. Representó obras en Broadway, en teatros y en comerciales para la televisión, antes de debutar en el cine al aparecer en Jailbait Babysitter (1977) de John Hayes.
No regresó a la gran pantalla hasta comienzos de la siguiente década, época en la que pudo ser visto en la comedia de Jeff Kanew La revancha de los novatos (1984) o en Los amantes de María (1984), drama romántico dirigido por Andrei Konchalovsky.
La parte final de los años 1980 fue muy importante para la carrera profesional y personal de Goodman.
En televisión alcanzó la fama internacional gracias a la serie Roseanne (en la pequeña pantalla también es reseñable su participación en el programa Saturday Night Live) y en el cine compartió créditos por primera vez con los hermanos Coen en Arizona Baby (1987), comedia protagonizada por Nicolas Cage.

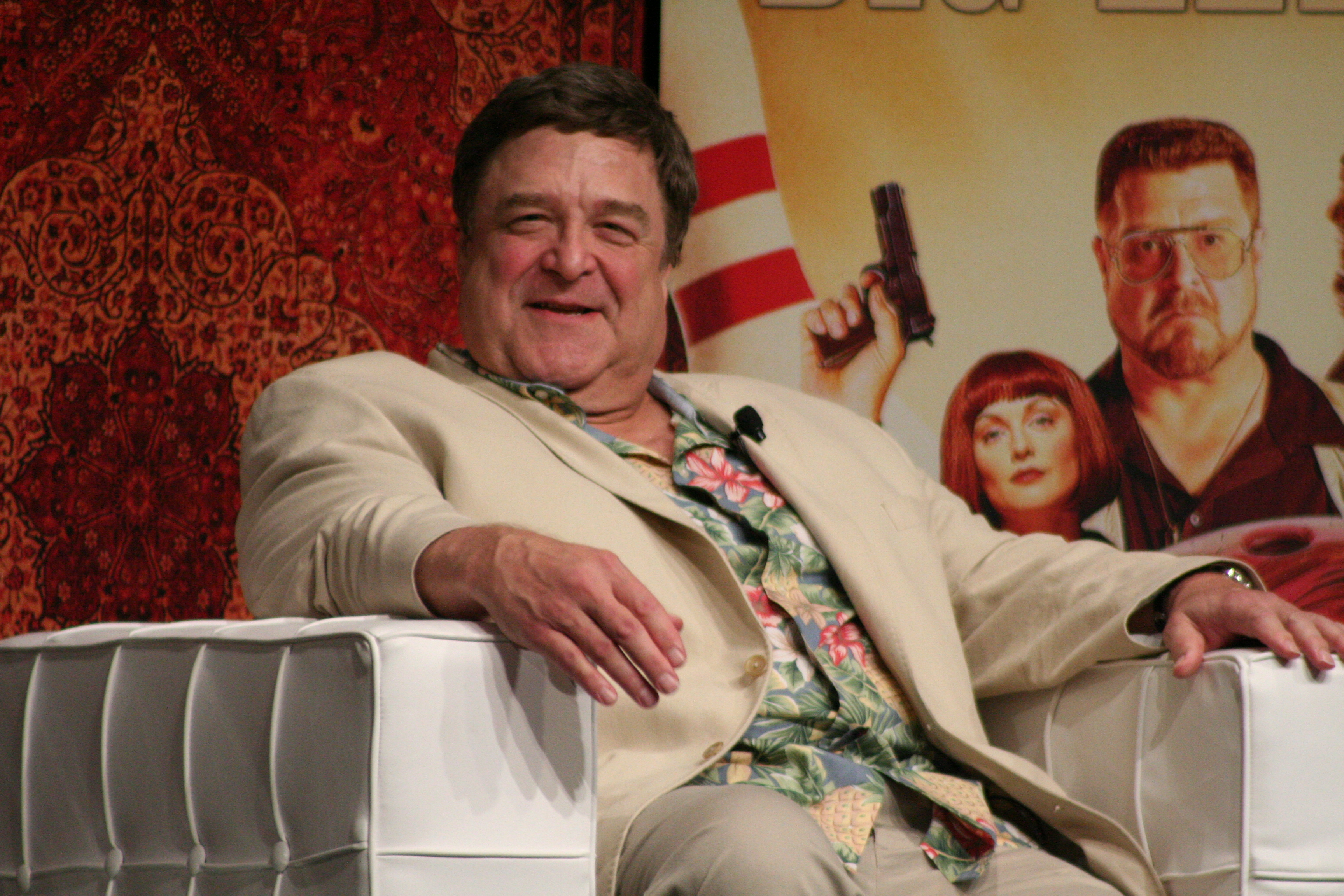
John Goodman en el Lebowski Fest de 2011.

La formación de Goodman como actor fue clásica: actuó en teatro haciendo obras de Shakespeare. En una representación de Antonio y Cleopatra para Tony Richardson, alguien le vio y pensó que podría ser el actor ideal para el papel de Dan, el simpático marido de Roseanne en la serie televisiva Roseanne. El programa fue un gran éxito, de modo que Goodman encarnó a este personaje durante 9 años (desde 1988 a 1997).
La fama en la pequeña pantalla le permitió saltar al cine con fortuna, algo nada sencillo. John debutó en el cine en 1983 con Sufridos ciudadanos del veterano Michael Ritchie. A partir de ese momento, acumuló personajes secundarios en películas de directores de prestigio. Destacan sus trabajos con Andrei Konchalovsky (Los amantes de María, 1984), Karel Reisz (Dulces sueños, 1985, junto a Jessica Lange y Ed Harris), Jim McBride (Querido detective, 1987, con Dennis Quaid y Ellen Barkin), Taylor Hackford (Cuando me enamoro, 1988, con Quaid y Lange) y Harold Becker (Sea of Love, 1989, con Al Pacino y Ellen Barkin). Es uno de los actores que más veces a trabajado bajo la dirección de los hermanos Coen, con quienes que ha hecho Raising Arizona (1987), Barton Fink (1991), El gran Lebowski (1998), Oh Brother, Where Art Thou? (2000) e Inside Llewyn Davis(2013).
Con Steven Spielberg rodó Always (Para siempre) (1989), una comedia romántica; el director quedó tan contento que le regaló un automóvil, un Miata convertible. Además trabajó en 2 de sus producciones: Aracnofobia (1990) y Los Picapiedra (1994). En esta logró un increíble mimetismo con el famoso Pedro Picapiedra de los dibujos animados. Otros títulos de interés en su filmografía son Rafi, un rey de peso (David S. Ward, 1991), donde da vida, de modo delirante, al único heredero de la familia real británica; Babe (Arthur Hiller, 1992), donde es el legendario jugador de béisbol; Matinee (Joe Dante, 1992), añoranza de las sesiones matinales; y Nacida ayer (Luis Mandoki, 1993), una adaptación de la comedia de George Cukor.
Goodman agradeció trabajar en Blues Brothers 2000 (El ritmo continúa) diciendo "crecí en Sant Louis y soy un fan del blues") y en El gran Lebowski donde declaró: "los Coen escribieron el papel de Walter para mí, un verdadero pedazo de pastel. Es un tipo que explota con facilidad, sobre todo cuando cree que sus derechos han sido violados".
Tiene una larga historia de participaciones en shows y comedias nocturnas, siendo Late Night with Conan O'Brien una de las primeras. También es popular por sus apariciones como anfitrión en Saturday Night Live, programa al que fue invitado en doce ocasiones.
Desde 2010 es uno de los protagonistas de la serie de HBO Treme, ambientada en Nueva Orleans unos meses después del Huracán Katrina.

## Filmografía

### Cine
| Año  | Título                                                  | Papel                          |
| ---- | ------------------------------------------------------- | ------------------------------ |
| 1978 | Jailbait Babysitter                                     |                                |
| 1983 | The Survivors                                           |                                |
| 1983 | Eddie Macon's Run                                       |                                |
| 1984 | Revenge of the Nerds                                    | Entrenador Harris              |
| 1984 | C.H.U.D.                                                | Policía en comida              |
| 1984 | Maria's Lovers                                          |                                |
| 1985 | Sweet Dreams                                            |                                |
| 1986 | True Stories                                            |                                |
| 1987 | Raising Arizona                                         | Gale Snoats                    |
| 1987 | Burglar                                                 |                                |
| 1987 | The Big Easy                                            |                                |
| 1988 | The Wrong Guys                                          |                                |
| 1988 | Punchline                                               |                                |
| 1988 | Everybody's All-American                                | Lawrence                       |
| 1989 | Sea of Love                                             | Detective Sherman              |
| 1989 | Always                                                  | Al Yackey                      |
| 1990 | Stella                                                  | Ed Munn                        |
| 1990 | Aracnofobia                                             | Delbert McClintock             |
| 1991 | King Ralph                                              |                                |
| 1991 | Barton Fink                                             | Charlie Meadows / Karl Mundt   |
| 1992 | The Babe                                                |                                |
| 1993 | Matinee                                                 |                                |
| 1993 | Nacida ayer                                             | Harry Brock                    |
| 1993 | We're Back! A Dinosaur's Story                          | Rex (voz)                      |
| 1994 | The Hudsucker Proxy                                     | Karl Mundt                     |
| 1994 | Los Picapiedra                                          | Pedro Picapiedra               |
| 1996 | Pie in the Sky                                          |                                |
| 1996 | Mother Night                                            |                                |
| 1997 | The Borrowers                                           | Ocious P. Potter               |
| 1998 | Fallen                                                  | Jonesy                         |
| 1998 | Blues Brothers 2000                                     | Mighty Mack McTeer             |
| 1998 | El gran Lebowski                                        | Walter Sobchak                 |
| 1998 | Dirty Work                                              | Alcalde Adrian Riggins         |
| 1998 | The Real Macaw                                          |                                |
| 1998 | Rudolph the Red-Nosed Reindeer: The Movie               |                                |
| 1999 | Bringing Out the Dead                                   | Larry                          |
| 1999 | The Runner                                              |                                |
| 2000 | What Planet Are You From?                               |                                |
| 2000 | O Brother, Where Art Thou?                              | Big Dan Teague                 |
| 2000 | The Adventures of Rocky & Bullwinkle                    |                                |
| 2000 | Coyote Ugly                                             | Bill                           |
| 2000 | The Emperor's New Groove                                | Pacha (voz)                    |
| 2000 | Happy Birthday                                          |                                |
| 2001 | My First Mister                                         |                                |
| 2001 | One Night at McCool's                                   |                                |
| 2001 | Storytelling                                            |                                |
| 2001 | Monsters, Inc.                                          | James P. Sullivan (voz)        |
| 2002 | Mike's New Car                                          | James P. Sullivan (voz)        |
| 2002 | Dirty Deeds                                             |                                |
| 2003 | Masked and Anonymous                                    | Tío Sweetheart                 |
| 2003 | Matinee                                                 |                                |
| 2003 | El libro de la selva 2                                  | Baloo (voz)                    |
| 2004 | Home of Phobia                                          |                                |
| 2004 | Clifford's Really Big Movie                             | George Wolfsbottom (voz)       |
| 2004 | Beyond the Sea                                          |                                |
| 2005 | Marilyn Hotchkiss' Ballroom Dancing and Charm School    |                                |
| 2005 | El Emperador y sus Locuras 2: La gran aventura de Kronk | Pacha (voz)                    |
| 2006 | Cars                                                    | Monster Truck Sulley (voz)     |
| 2006 | Drunkboat                                               |                                |
| 2007 | Fred's Odyssey                                          |                                |
| 2007 | Evan Almighty                                           | Rep. Long                      |
| 2007 | Bee Movie                                               | Layton T. Montgomery (voz)     |
| 2007 | Death Sentence                                          | Bones Darley                   |
| 2009 | Alabama Moon                                            | Harling Mays                   |
| 2009 | Tiana y el sapo                                         | Eli "Big Daddy" La Bouff (voz) |
| 2009 | La Pontífice                                            | Papa Sergio II                 |
| 2009 | Confesiones de una compradora compulsiva                |                                |
| 2010 | You Don't Know Jack                                     | Neal Nicols                    |
| 2011 | Extremely Loud and Incredibly Close                     | Stan the Doorman               |
| 2011 | Red State                                               | Joseph Keenan                  |
| 2011 | The Artist                                              | Al Zimmer                      |
| 2012 | Flight                                                  | Harling Mays                   |
| 2012 | Trouble with the Curve                                  | Pete Klein                     |
| 2012 | Argo                                                    | John Chambers                  |
| 2013 | Monsters University                                     | James P. Sullivan              |
| 2013 | The Hangover Part III                                   | Marshall                       |
| 2013 | Inside Llewyn Davis                                     | Roland Turner                  |
| 2013 | The Internship                                          | Sammy Boscoe                   |
| 2014 | The Gambler                                             | Frank                          |
| 2014 | The Monuments Men                                       | Cap. Walter Garfield           |
| 2014 | Transformers: la era de la extinción                    | Hound (voz)                    |
| 2015 | Jorge, el curioso 3: Vuelta a la Jungla                 | Hal Houston (voz)              |
| 2015 | Trumbo                                                  | Frank King                     |
| 2015 | Love the Coopers                                        | Sam                            |
| 2015 | Spring Break '83                                        | Dick Bender                    |
| 2016 | 10 Cloverfield Lane                                     | Howard Stambler                |
| 2016 | Bunyan and Babe                                         | Paul Bunyan (voz)              |
| 2016 | Ratchet & Clank                                         | Grimroth (voz)                 |
| 2017 | Kong: La Isla Calavera                                  | Randa                          |
| 2017 | Atomic Blonde                                           | Emmett Kurzfeld                |
| 2017 | Patriots Day                                            | Ed Davis                       |
| 2017 | Once Upon a Time in Venice                              | Amigo de Steve (Bruce Willis)  |
| 2017 | Transformers: el último caballero                       | Hound (voz)                    |
| 2017 | Valerian y la ciudad de los mil planetas                | Igon Siruss (voz)              |
| 2019 | Captive State                                           | William Mulligan               |
| 2019 | Easy Does It                                            | 'Catfish' Crowford (voz)       |
| 2023 | Please Don't Destroy: The Treasure of Foggy Mountain    | Narrador                       |
| 2025 | Pitufos                                                 | Papa pitufo (voz)              |

### Televisión
| Año           | Título                                           | Papel                       | Notas                  |
| ------------- | ------------------------------------------------ | --------------------------- | ---------------------- |
| 1983          | The Face of Rage                                 |                             | Película de televisión |
| 1983          | Chiefs                                           |                             | Miniserie              |
| 1983          | Heart of Steel                                   |                             | Película de televisión |
| 1987          | Murder Ordained                                  |                             | Película de televisión |
| 1988-1997     | Roseanne                                         | Dan Conner                  | Serie                  |
| 1992          | Frosty Returns                                   |                             | Serie                  |
| 1995          | Kingfish: A Story of Huey P. Long                |                             | Película de televisión |
| 1995          | A Streetcar Named Desire                         |                             | Película de televisión |
| 1999          | The Jack Bull                                    | Juez Tolliver               | Película de televisión |
| 1999          | Now and Again                                    |                             | Serie                  |
| 1999          | Futurama                                         | Robot Santa Claus           | Serie                  |
| 2000          | Pigs Next Door                                   |                             | Voz                    |
| 2000          | Normal, Ohio                                     |                             | Serie                  |
| 2000          | Saturday Night Live: Best of the Clinton Scandal |                             | Película de televisión |
| 2001          | On The Edge                                      |                             | Película de televisión |
| 2003-2004     | The West Wing                                    |                             | Serie                  |
| 2004          | Father of the Pride                              | Larry                       | Voz                    |
| 2004          | Center of the Universe                           |                             | Serie                  |
| 2006          | Studio 60 on the Sunset Strip                    |                             | 2 episodios            |
| 2006          | The Year Without a Santa Claus                   | Santa Claus                 | Película de televisión |
| 2008          | Speed Racer                                      | Pops Racer                  | Serie                  |
| 2010          | Treme                                            | Creighton Bernette          | Serie                  |
| 2011          | Community                                        | Vicedecano Robert Laybourne | Serie                  |
| 2012          | Bob Esponja                                      | Santa Claus                 | Serie                  |
| 2013          | Alpha House                                      | Senador Gil John Biggs      | Serie                  |
| 2018          | Black Earth Rising                               | Michael Ennis               | Serie                  |
| 2019-presente | The Righteous Gemstones                          | Eli Gemstone                | Serie                  |
| 2021          | Monsters at Work                                 | James P.Sullivan            | Voz                    |

## Premios
Entre los numerosos reconocimientos que ha recibido Goodman se encuentra un Globo de Oro al mejor actor (1993) y siete nominaciones a los premios Emmy por su papel en la veterana telecomedia Roseanne. También fue nominado por sus papeles principales en Kingfish: A Story of Huey P. Long, del canal TNT, la producción de la cadena CBS de la obra de Tennessee Williams Un tranvía llamado deseo y la película de los hermanos Coen Barton Fink. En 2007, Goodman obtuvo su segundo Emmy (esta vez como mejor actor invitado) por su participación en la serie Studio 60 on the Sunset Strip. En 2013, recibió el premio Spotlight de la National Board of Review por su trabajo en Argo, El vuelo (Flight) y Golpe de efecto.